# Mathias Stinnes
Mathias Stinnes (4 mars 1790 – 16 avril 1845) est un industriel et franc-maçon allemand.

## Biographie
Mathias Stinnes était le fils benjamin d'un armateur de la Rhur, Hermann Stinnes (1753–1793) et de sa femme Margaretha née Werntges (1753–1813), de la seigneurie de Broich (de). Il fut d'abord marin pour la flottille de son père, avant de devenir chargeur délégué pour le transport de charbon. Avec ses frères, Mathias Stinnes fonda en 1808 une société de distribution de charbon. Dès 1810 il put acheter une mine de charbon et un aak à deux mâts, grâce auquel il acheminait le charbon dans l'arrière-pays, et redescendait la Ruhr avec toutes sortes de marchandises. En 1820, le Konzern Mathias Stinnes détenait quatre mines de charbon et des participations dans 36 autres mines, et sa flotte, partagée entre le Rhin et la Ruhr, comptait 65 chalands. En 1831 Stinnes contribua à arracher la déréglementation du trafic sur le Rhin et en 1843 inaugura l'utilisation de vapeurs sur ce fleuve. Les navires de la société desservaient les ports maritimes de Hambourg et de Stettin. Stinnes introduisit en Allemagne la technique des puits verticaux pour exploiter les bassins houillers. La compagnie reposait sur trois axes : la production de charbon, le négoce et le trafic fluvial.
À sa mort, Mathias Stinnes (surnommé auler Mathes dans le patois de Mülheim) était considéré comme le plus gros entrepreneur entre Coblence et Amsterdam. Il léguait à ses enfants Georg-Mathias (1817–1853), Gustav (1826–1878) et Katharina (1819–1903) la plus grande flotte de commerce d'Allemagne, des participations dans une quarantaine de mines de charbon et un patrimoine foncier considérable.
Katharina avait épousé en 1858 l'ingénieur Gerhard Küchen (1809–1886), qui prit la première place dans la direction du groupe industriel, et transmit plus tard les rênes à son fils Gerhard Küchen junior (1861–1932). Ce dernier trouve dans un jeune cousin, Hugo Stinnes, un collaborateur efficace et ambitieux. Mais en moins d'un an (en 1893), les deux hommes se brouillent et à 23 ans, Hugo Stinnes se met à son compte avec l'appui financier de sa mère : il revend ses parts dans la compagnie Mathias Stinnes KG, et crée une entreprise concurrente, Hugo Stinnes GmbH.